# خوسيه ألفاريز
خوسيه ألفاريز (بالإسبانية: José Álvarez Cubero)‏ (و. 1768 – 1827 م) هو نحات إسباني، ولد في بريغو دي قرطبة، قرطبة، توفي في مدريد، عن عمر يناهز 59 عاماً.

## معرض صور

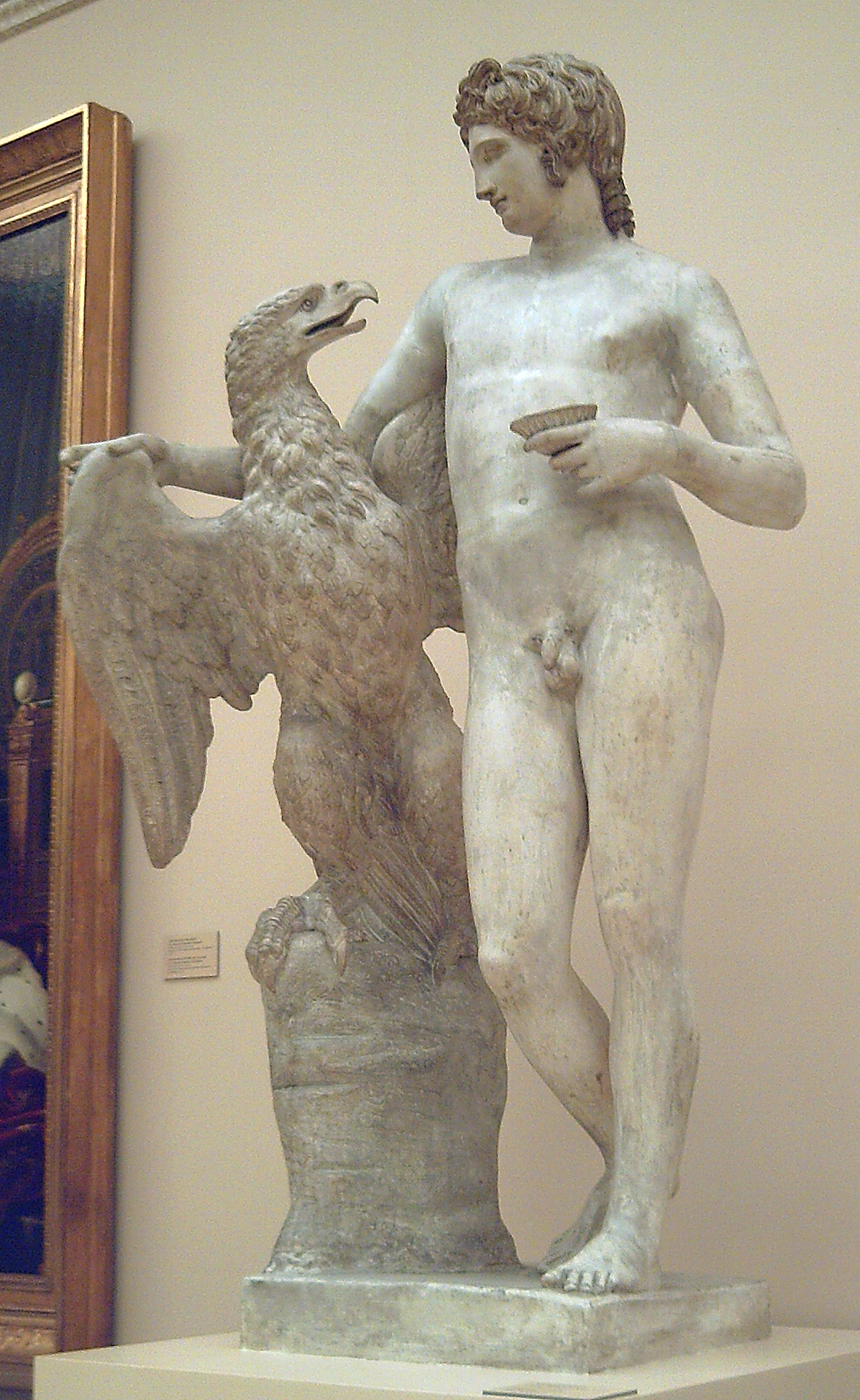
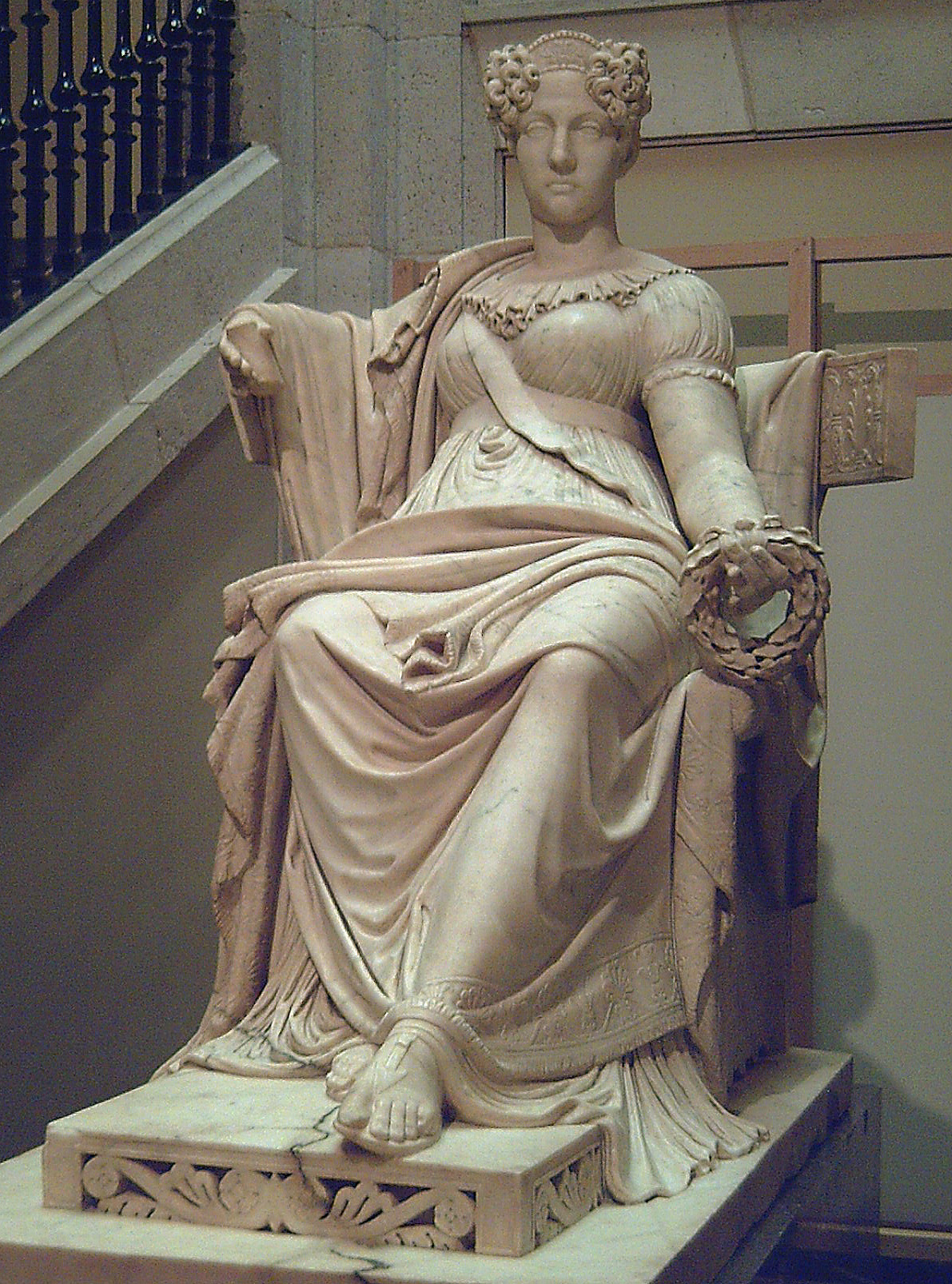
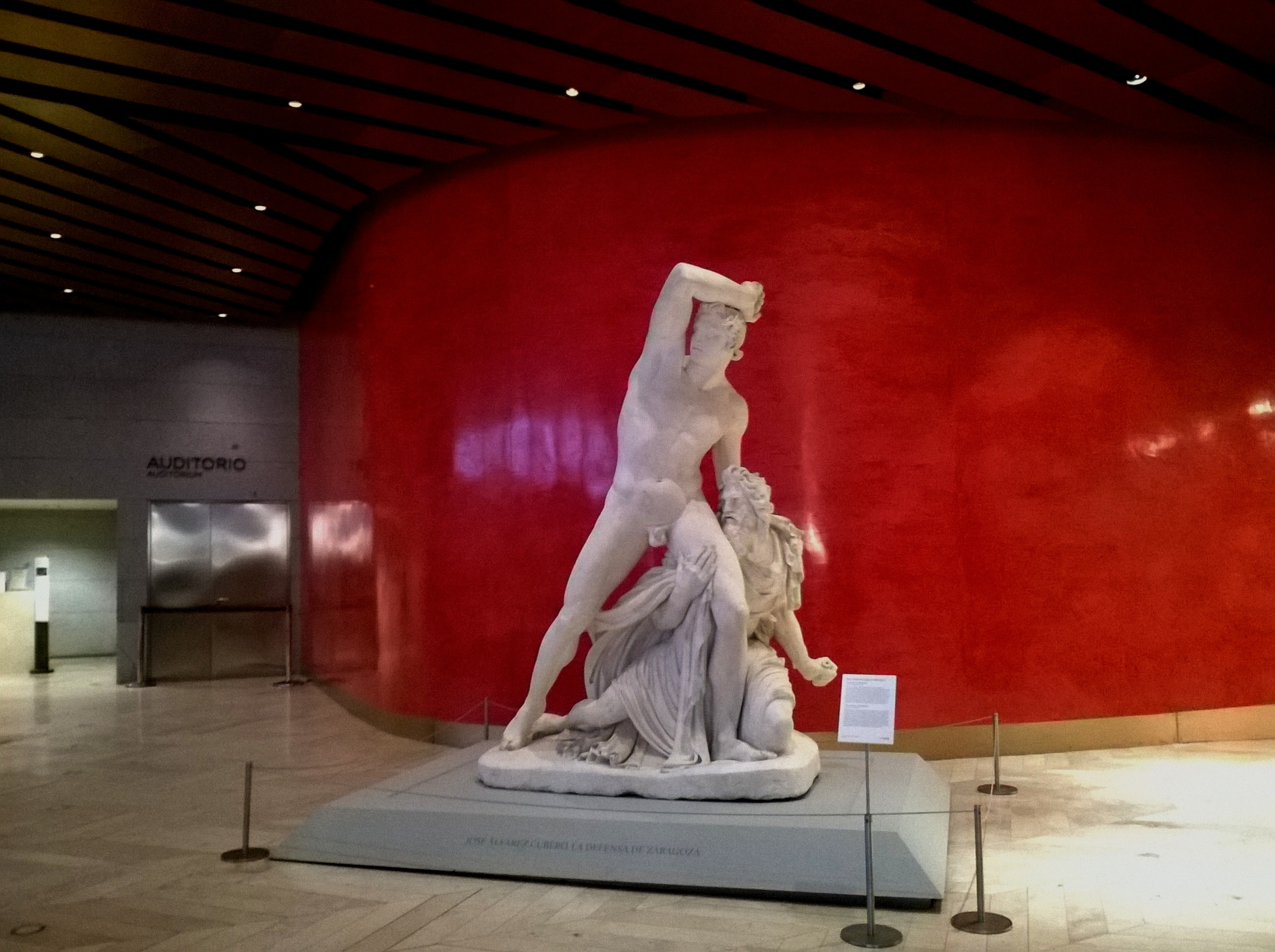